# Association Sportive Niamey
L'Association Sportive Niamey, o AS Niamey, és un club de Níger de futbol de la ciutat de Niamey. Fou tres cops campió nacional a la dècada dels vuitanta.

## Palmarès
- Lliga nigerina de futbol:[3]

1980, 1981, 1982
- Copa nigerina de futbol:[4]

1979, 1980, 1981